# فولكشر بيوباختر

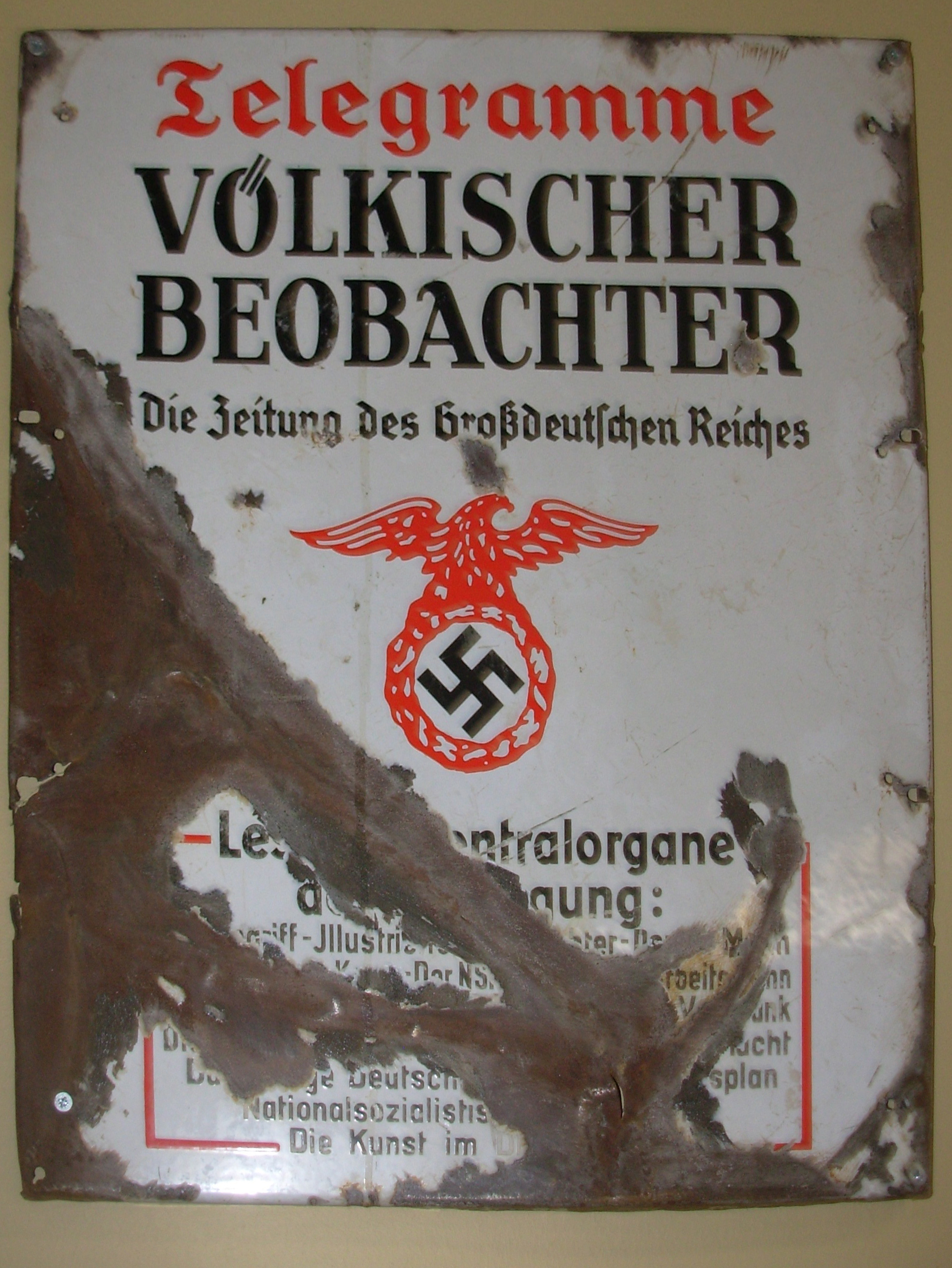
لافتة إعلانية معدنية لـ Völkischer Beobachter

Völkischer Beobachter ( تُلفظ بالألمانية: [ˈfœlkɪʃɐ bəˈʔoːbaχtɐ]؛ "مراقب فولكيش") هي جريدة حزب العمال الوطني الاشتراكي الألماني (NSDAP أو الحزب النازي) من 25 ديسمبر 1920. تم نشرها في البداية مرة واحدة أسبوعيًا، ثم يوميًا من 8 فبراير 1923. على مدار أربعة وعشرين عامًا، شكلت جزءًا من الوجه العام الرسمي للحزب النازي حتى طبعتها الأخيرة في نهاية أبريل 1945.  تم حظر الصحيفة وتوقفت عن النشر في الفترة ما بين نوفمبر 1923، بعد اعتقال أدولف هتلر بعد انقلاب بير هول غير الناجح في ميونيخ، وفي فبراير 1925، وهو الوقت التقريبي للتجمع الذي أعاد إطلاق الحزب النازي.

## نظرة عامة

### سيطرة هتلر
في عام 1921، استحوذ أدولف هتلر ، الذي سيطر بالكامل على الحزب النازي في وقت سابق من ذلك العام، على جميع الأسهم في الشركة، مما جعله المالك الوحيد للنشر. 

### النشر
كان تداول الورقة في البداية حوالي 8000 ، لكنه ارتفع إلى 25000 في خريف عام 1923 بسبب الطلب القوي خلال احتلال الرور. في تلك السنة أصبح الفريد روزنبرغ محررًا. توقف النشر بعد حظر الحزم النازي بعد انقلاب بير هول في 9 نوفمبر 1923، لكنه استأنف عندما تمت إعادة تأسيس الحزب في 26 فبراير 1925. ارتفع التداول إلى جانب نجاح الحركة النازية، حيث وصل إلى أكثر من 120,000 في عام 1931 و1.7 مليون بحلول عام 1944. 